# La Peguera
La Peguera és un indret del terme municipal de Tremp, al Pallars Jussà, dins de l'antic terme ribagorçà d'Espluga de Serra.
Està situat a llevant del poble del Castellet i a migdia del d'Espluga de Serra, en el vessant nord-oest del Pic de Lleràs, i al sud-est del Tossal de la Marina.